# Sairocarpus
Sairocarpus je biljni rod iz porodice trpučevki , dio potporodice Antirrhinoideae. 
Sastoji se od 10 vrsta bilja zapada Sjeverne Amerike. Tipična je Antirrhinum nuttallianum Benth. ex A. DC.,  sinonim za Sairocarpus nuttallianus.

## Etimologija
Latinsko ime roda dolazi od grčkog sairos, uvijene stražnje usne da bi se vidjeli zubi, i karpos, voće, možda aludirajući na zakrivljene zube kapsula

## Opis
Rod Sairocarpus se ponekad tretira kao podrod Antirrhinuma (D. M. Thompson 1988; M. Wetherwax i Thompson 2012).
Sairocarpus je rod Novog svijeta koji se razlikuje od Antirrhinuma Starog svijeta po manjim cvjetovima, disjunktnoj distribuciji i osnovnom broju kromosoma x = 8 prema R.K.Oyami i D.A.Baumu (2004.) i P.Vargasu et al. (2004). Dodatna studija generičkih ograničenja može biti opravdana budući da je potpunije uzorkovanje ITS-a, uključujući sve vrste Sairocarpusa u području flore (M. Fernández-Mazuecos et al. 2013.), otkrilo da je Sairocarpus polifiletičan ako se prepoznaju Gambelia, Howelliella, Mohavea i Neogaerrhinum. Druge segregacije Antirrhinuma samo u Novom svijetu su Gambelia, Howelliella, Mohavea, Neogaerrhinum i Pseudorontium; mogu se razlikovati od Sairocarpusa po plodovima s jednakim lokulama. Biljke Mohavea i Pseudorontium također imaju prepoznatljive krilate sjemenke.
Neke vrste Sairocarpusa imaju filiformne, vijugave grane, obično na distalnim dijelovima stabljike. Ove grane obavijaju obližnje predmete dajući dodatnu potporu ovim biljkama sa slabim stabljikama.
Kleistogamni i hazmogamni cvjetovi se proizvode u nekim vrstama Sairocarpusa. Kleistogamni cvjetovi obično se formiraju rano u sezoni te su manji i bljeđi od hazmogamnih cvjetova. Kod vrsta s vijugavim granama, kleistogamni cvjetovi obično se nalaze blizu glavne stabljike. Plodovi kleistogamnih cvjetova obično su manji i imaju manje sjemenki od onih hazmogamnih cvjetova.

## Vrste
1. Sairocarpus cornutus (Benth.) D.A.Sutton
2. Sairocarpus costatus (Wiggins) D.A.Sutton
3. Sairocarpus coulterianus (Benth.) D.A.Sutton
4. Sairocarpus kingii (S.Watson) D.A.Sutton
5. Sairocarpus multiflorus D.A.Sutton
6. Sairocarpus nuttallianus (Benth.) D.A.Sutton
7. Sairocarpus subcordatus (A.Gray) D.A.Sutton
8. Sairocarpus vexillocalyculatus (Kellogg) D.A.Sutton
9. Sairocarpus virga (A.Gray) D.A.Sutton
10. Sairocarpus watsonii (Vasey & Rose) D.A.Sutton